# Azolla pinnata
Azolla pinnata là một loài dương xỉ trong họ Salviniaceae. Loài này được R. Br. mô tả khoa học đầu tiên năm 1810.

## Hình ảnh

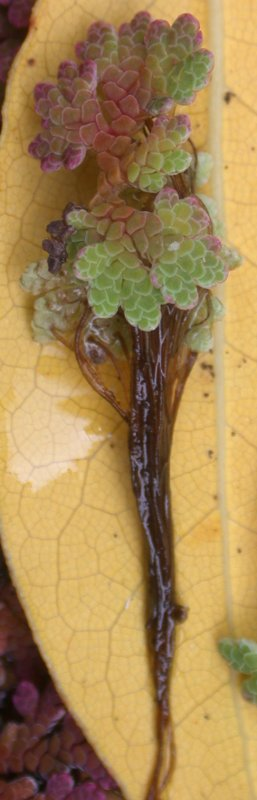
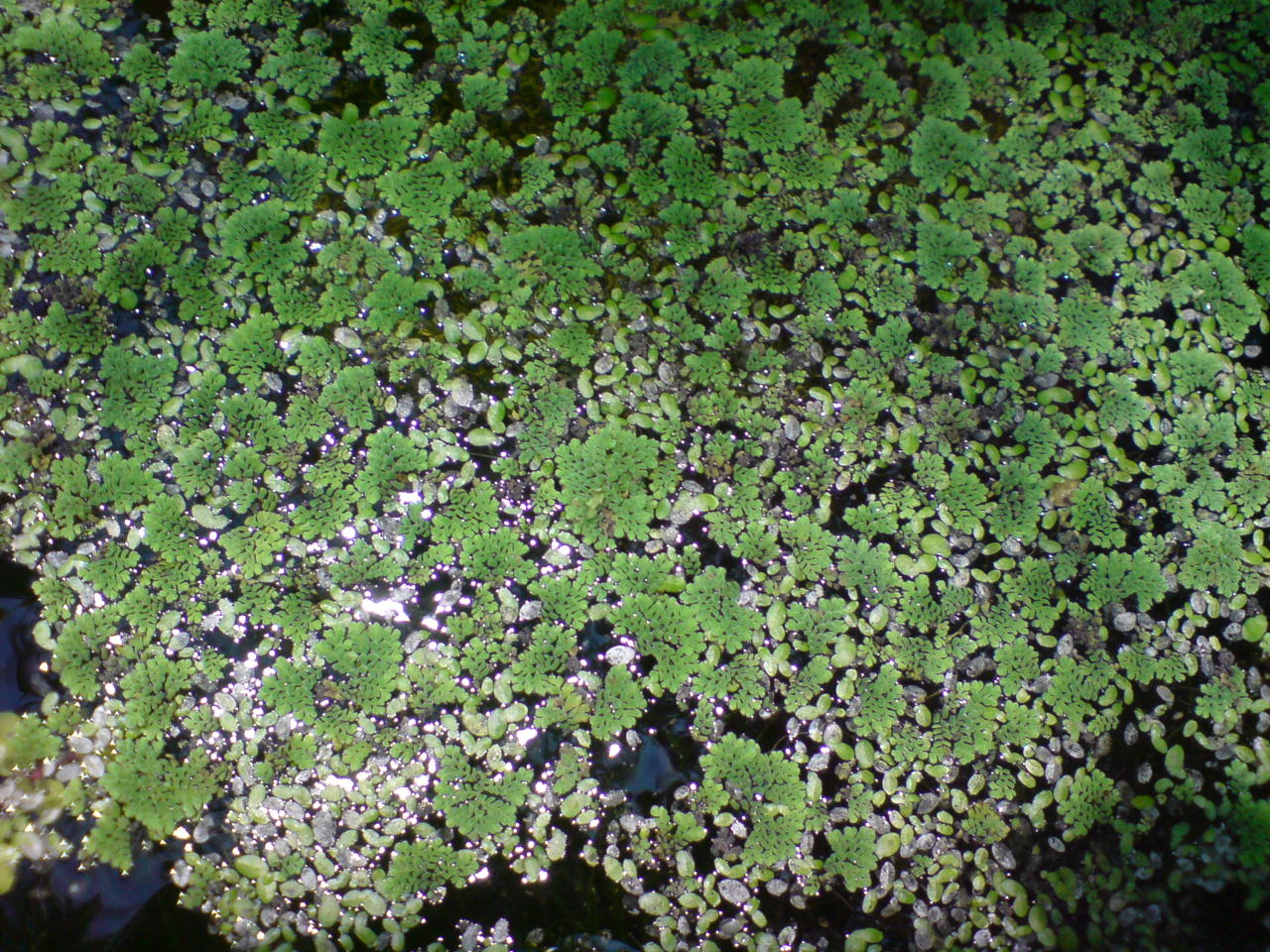
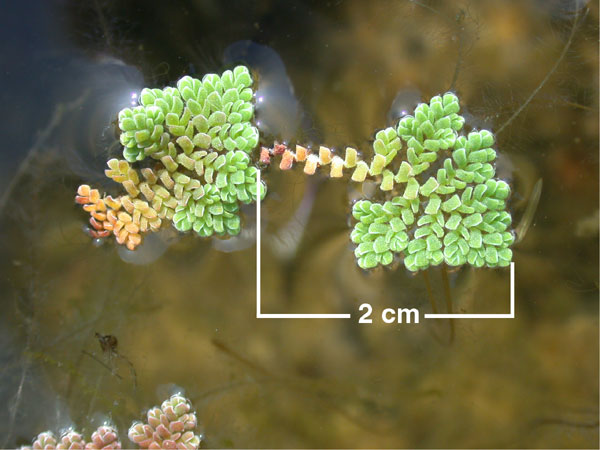
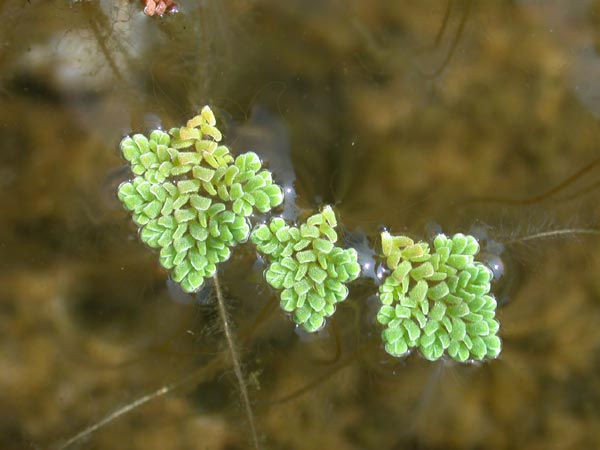